# Kaltenbachiella elsholtriae
Kaltenbachiella elsholtriae är en insektsart. Kaltenbachiella elsholtriae ingår i släktet Kaltenbachiella och familjen långrörsbladlöss. Inga underarter finns listade i Catalogue of Life.